# Jaroslav Sakala
Jaroslav Sakala (* 14. Juli 1969 in Krnov) ist ein ehemaliger tschechischer (bis 1992 tschechoslowakischer) Skispringer.

## Werdegang
Seinen ersten Weltcupeinsatz hatte er am 15. Januar 1989 in Harrachov. Nach einigen Jahren im sportlichen Mittelfeld konnte er bei den Olympischen Winterspielen 1992 einen ersten großen Erfolg feiern: Mit der tschechoslowakischen Mannschaft gewann er die Bronzemedaille. Mit einer gemeinsamen tschechischen und slowakischen Mannschaft wurde Sakala bei der Nordischen Skiweltmeisterschaft 1993 in Falun Vizeweltmeister. Außerdem errang er Silber von der Großschanze und Bronze von der Normalschanze.
Bei der Vierschanzentournee 1992/93 konnte er nach einem zweiten Platz im dritten Springen auf der Bergiselschanze in Innsbruck den dritten Platz in der Gesamtwertung belegen. Seinen ersten Weltcupsieg feierte er am 30. Januar 1993 auf der Skiflugschanze Kulm in Tauplitz/Bad Mitterndorf, tags darauf gewann er am selben Ort erneut. Sein einziger Sieg auf einer regulären Sprungschanze gelang ihm am 16. Januar 1994 im heimischen Liberec. Mit seinem vierten und letzten Weltcupsieg wurde er am 20. März 1994 zugleich Skiflugweltmeister. In der Weltcupgesamtwertung wurde er 1992/93 Zweiter, in der folgenden Saison Vierter.
In den folgenden Jahren konnte Sakala an diese Erfolge nicht anknüpfen, und er erreichte nur selten den zweiten Durchgang; auf Flugschanzen gelang ihm jedoch noch häufiger der Sprung unter die besten Zehn. 2002 beendete er seine Karriere.
Im September 2008 übernahm Sakala den nach der Entlassung von Pavel Mikeska frei gewordenen Posten als Cheftrainer der tschechischen Skisprungnationalmannschaft der Damen.
Später war Sakala Trainer von Špela Rogelj. Im Jahr 2025 wurde er Trainer der tschechischen Herrenmannschaft.
Sein Sohn Filip war ebenfalls Skispringer.
Das österreichische Liedermacher-Duo Christoph & Lollo veröffentlichte 1999 auf ihrem Album Schispringerlieder das Lied Sakala, das sich auf ihn bezieht.

## Erfolge

### Weltcupsiege im Einzel
| Nr. | Datum           | Ort                  | Typ         |
| --- | --------------- | -------------------- | ----------- |
| 1.  | 30. Januar 1993 | Bad Mitterndorf      | Flugschanze |
| 2.  | 31. Januar 1993 | Bad Mitterndorf      | Flugschanze |
| 3.  | 16. Januar 1994 | Liberec              | Großschanze |
| 4.  | 20. März 1994   | Planica (Skiflug-WM) | Flugschanze |

### Continental-Cup-Siege im Einzel
| Nr. | Datum             | Ort                    | Typ           |
| --- | ----------------- | ---------------------- | ------------- |
| 1.  | 6. September 1997 | Frenštát pod Radhoštěm | Normalschanze |
| 2.  | 7. September 1997 | Frenštát pod Radhoštěm | Normalschanze |
| 3.  | 11. März 2000     | Harrachov              | Großschanze   |
| 4.  | 10. März 2001     | Harrachov              | Großschanze   |
| 5.  | 11. März 2001     | Harrachov              | Normalschanze |

## Statistik

### Weltcup-Platzierungen
| Saison  | Platz | Punkte |
| ------- | ----- | ------ |
| 1988/89 | 52.   | 007    |
| 1989/90 | 47.   | 007    |
| 1990/91 | 37.   | 016    |
| 1991/92 | 14.   | 067    |
| 1992/93 | 02.   | 185    |
| 1993/94 | 04.   | 751    |
| 1994/95 | 34.   | 091    |
| 1995/96 | 18.   | 367    |
| 1996/97 | 23.   | 219    |
| 1997/98 | 21.   | 245    |
| 1998/99 | 75.   | 011    |
| 1999/00 | 67.   | 013    |
| 2000/01 | 62.   | 019    |

### Grand-Prix-Platzierungen
| Saison | Platz | Punkte |
| ------ | ----- | ------ |
| 1994   | 07.   | 624    |
| 1995   | 17.   | 770    |
| 1996   | 13.   | 094    |
| 1997   | 37.   | 017    |

### Schanzenrekorde
| Ort     | Land       | Weite               | aufgestellt am  | Rekord bis      |
| ------- | ---------- | ------------------- | --------------- | --------------- |
| Liberec | Tschechien | 123,0 m (HS: 134 m) | 15. Januar 1994 | 15. Januar 1994 |